# Oesia disjuncta
L'oesia (Oesia disjuncta) è un animale estinto, di incerta collocazione sistematica. Visse nel Cambriano medio (circa 505 milioni di anni fa) e i suoi resti fossili sono stati ritrovati in Canada, nel ben noto giacimento di Burgess Shale.

## Descrizione
Lungo fino a 9 centimetri, il corpo di Oesia era molto allungato, con una sezione anteriore che appare rigonfia. Non ci sono prove di spine adatte ad afferrare. Alcune sottili striature trasversali sul corpo è stata interpretata come presenza di bande trasversali muscolari, ma altre caratteristiche, come le pinne e gli organi interni, sono di difficile interpretazione.

## Classificazione
I primi fossili di questo animale vennero descritti nel 1911 da Charles Doolittle Walcott, che considerò Oesia disjuncta un verme polichete; questa ipotesi venne in seguito contestata da Lohman (1920) che suggerì invece affinità con i cordati tunicati. Conway Morris (1979) respinse entrambe le interpretazioni, considerando Oesia come un organismo problematico dalle affinità sconosciute (Briggs e Conway Morris, 1986). Tuttavia, una recente interpretazione come rappresentante dei chetognati (Szaniawski 2005, 2009) ha stimolato un nuovo dibattito (Conway Morris, 2009; Szaniawski, 2009), finendo con la proposta di una nuova ipotesi secondo la quale Oesia sarebbe un possibile parente degli emicordati (Conway Morris, 2009). Un'analisi approfondita di altri organismi simili a emicordati provenienti da Burgess Shale potrebbe confermare la nuova ipotesi.

## Paleobiologia
Walcott riconobbe nove esemplari di questa specie, ma Oesia è probabilmente più abbondante di quanto si pensasse. Oesia e un'altra forma simile agli emicordati ("Ottoia tenuis") rappresentano infatti circa il 2,2% della comunità della cava di Walcott (Caron e Jackson, 2008).
L'aspetto vermiforme di questo fossile e l'apparente mancanza di pinne suggerisce uno stile di vita bentonico, ma il suo modo di alimentazione è sconosciuto.